# Gyula Pérez
Gyula Pérez (ur. 21 listopada 1970) – wenezuelska zapaśniczka w stylu wolnym. Srebrna medalistka mistrzostw świata w 1995 i czwarta w 1989 roku.